# Carmine Lamanda
Carmine Lamanda (Salerno, 2 giugno 1941) è un banchiere e dirigente d'azienda italiano, assessore al Bilancio del Comune di Roma dal gennaio 2011 al giugno 2013 con sindaco Gianni Alemanno.

## Biografia
Figlio di un cancelliere del tribunale, cresce soprattutto in Abruzzo seguendo i trasferimenti del padre, prima in provincia di Chieti e poi a Pescara dove prende la maturità classica. Vince il concorso per diventare cancelliere, il suo primo incarico è a Perugia dove lavora ma nello stesso tempo frequenta anche l'università laureandosi in giurisprudenza con il massimo dei voti con lode e diventa assistente presso la cattedra di Diritto Privato e Commerciale. Nel luglio del 1968 entra in Banca d'Italia nella sede di Teramo e dal 1970 è a Roma presso l'Amministrazione Centrale con Governatore Guido Carli occupandosi di vigilanza bancaria. Identico ruolo conserva con il Governatore Paolo Baffi e poi con il Governatore Carlo Azeglio Ciampi, che gli affida il compito di ridisegnare la normativa del credito sulla base dell'esperienza acquisita nei controlli bancari.
È tra gli autori della riforma della banca pubblica, prima, a stretto contatto con il Ministro del Tesoro Giuliano Amato e, poi, del Testo Unico Bancario del 1993 che l'allora Governatore della Banca d'Italia, Antonio Fazio, presenta al Governo Ciampi. Nella Vigilanza della Banca d'Italia segue le grandi operazioni di ristrutturazione del sistema creditizio.
Nel 1994 è distaccato presso il Ministero del Tesoro, guidato da Lamberto Dini, con l'incarico di Capo di Gabinetto; qui, con Mario Draghi, lavora alla delega per la riforma della Finanza.
Nel 1996, con il Governatore Fazio, affronta i temi della riduzione dei costi operativi nelle banche. Nel 1997, Cesare Geronzi lo chiama in Banca di Roma, dove segue le strategie del gruppo e, con Giorgio Brambilla, la ristrutturazione dei costi. È protagonista, con il presidente dell'ABI Maurizio Sella e con Alessandro Profumo, dell'accordo sindacale del 1997. 
Nel luglio 2003 è nominato direttore generale di Capitalia, il gruppo bancario nato dalla fusione tra Banca di Roma e Bipop Carire. E quando nel 2007 Capitalia confluisce in UniCredit guidato da Profumo, diventa vicepresidente esecutivo con la responsabilità dell'area delle relazioni istituzionali.
Nel 2011 diventa assessore al Bilancio del Comune di Roma con sindaco Alemanno alla sua seconda gestione. I primi incontri con i dipendenti sono definiti "choccanti" per i tagli che si preannunciano. Rimane in quell'incarico sino al 2013. Nel 2016 è eletto presidente della Cassa di Risparmio di Cesena, in crisi e controllata dal Fondo Intermobiliare di tutela del risparmio. Vi resta sino al luglio 2018, dopo avere fatto approvare un'azione di responsabilità nei confronti degli ex responsabili dell'istituto, quando la Cassa di Risparmio confluisce in Crédit Agricole.